# Aube (folyó)
Az Aube (IPA: [ob]) folyó Franciaország területén, a Szajna jobb oldali mellékfolyója.

## Földrajzi adatok
A folyó Auberive-nél, a Langres-fennsíkon Haute-Marne megyében ered, és Romilly-sur-Seine-nél torkollik be a Szajnába. Hossza 248,3 km.  

## Mellékfolyók

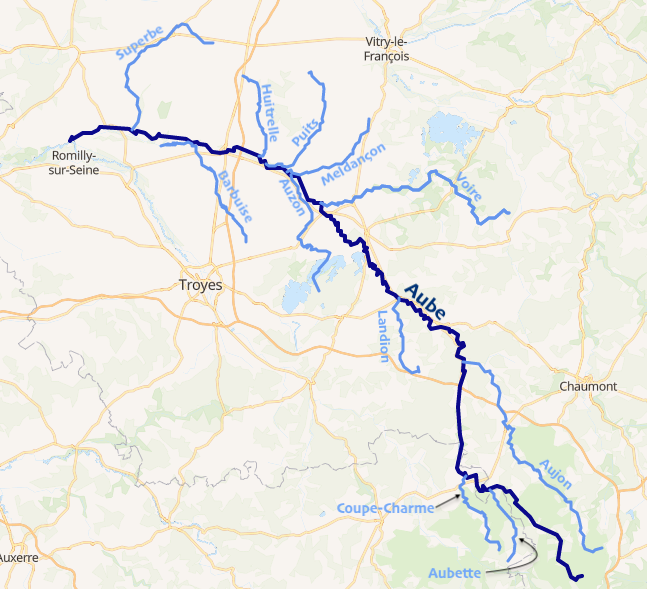
Az Aube mellékfolyói

- Aubette
- Coupe-Charme
- Aujon (jobb)
- Landion
- Voire (jobb)
- Ravet
- Meldançon (jobb)
- Auzon
- Puits (jobb)
- Huitrelle (jobb)
- Herbissonne (jobb)
- Barbuise
- Salon
- Superbe (jobb)

## Megyék és városok a folyó mentén
- Haute-Marne: Auberive
- Côte-d’Or: Montigny-sur-Aube
- Aube: Bar-sur-Aube, Arcis-sur-Aube
- Marne: Anglure